# 麥克大衛 (佛羅里達州)
麥克大衛（英語：McDavid）是位於美國佛羅里達州艾斯康比亞縣的一個非建制地區。該地的面積和人口皆未知。

## 地理
麥克大衛的座標為30°51′59″N 87°19′10″W / 30.86639°N 87.31944°W，而該地的平均海拔高度為12米（即39英尺）。